# La Bisbal del Penedès
La Bisbal del Penedès è un comune spagnolo di 2 182 abitanti situato nella comunità autonoma della Catalogna.